# Marksistowsko-Leninowska Partia Komunistyczna
Marksistowsko-Leninowska Partia Komunistyczna (tur. Marksist-Leninist Komünist Parti, MLKP) – nielegalna partia polityczna w Turcji, odwołująca się do doktryny marksizmu-leninizmu.

## Historia
Utworzona w 1994 roku. Grupuje zarówno Turków, jak i Kurdów. W czasie syryjskiej wojny domowej ochotnicy z partii zasilili Powszechne Jednostki Ochrony (YPG) i Kobiece Jednostki Ochrony. Członkowie MLKP uczestniczyli w walkach z Państwem Islamskim. 
Według doniesień MLKP wysyła ochotników do Syrii, aby walczyli Powszechnymi Jednostkami Ochrony (YPG) PYD w Rożawie (syryjski Kurdystan) od 2012. Co najmniej czterech z tych bojowników zginęło w walce do lutego 2015 — jeden podczas bitwy pod Ras al-Ayn i trzech podczas oblężenia Kobanê. MLKP ogłosiło również zamiar utworzenia lewicowej brygady międzynarodowej w ramach YPG, wzorowanej na słynnych Brygadach Międzynarodowych, które walczyły po stronie Drugiej Republiki Hiszpańskiej w wojnie domowej w Hiszpanii. Pod koniec stycznia 2015 ugrupowanie opublikowało film, który miał pokazywać kilku hiszpańsko- i niemieckojęzycznych komunistycznych ochotników z Europy. W marcu 2015 doniesiono, że Ivana Hoffmann, działaczka MLKP, obywatelka Niemiec,  zginęła w starciach z tzw. Państwem Islamskim.   
MLKP utworzyła również oddział polityczny na terytoriach rządzonych przez Partię Unii Demokratycznej (PYD), znany jako MLKP (Rożawa).
Bojownicy MLKP dołączyli także do formacji Partii Pracujących Kurdystanu (PKK) walczących w północnym Iraku w obronie mniejszości jazydzkiej w Sindżarze.
W marcu 2016 roku MLKP przystąpiła do turecko-kurdyjskiej koalicji Zjednoczony Rewolucyjny Ruch Ludowy (HBDH). Do sojuszu przystąpiło też kilka innych lewicowych ugrupowań w tym Turecka Partia Komunistyczna / Marksiści-Leniniści (TKP/ML), Partia Pracujących Kurdystanu (PKK) i Maoistowska Partia Komunistyczna(MKP).
Przez turecki rząd uważana jest za organizację terrorystyczną.

## Ideologia
Celem partii jest budowa w Turcji państwa socjalistycznego.